# 숙의 하씨
숙의 하씨(淑儀 河氏, 생몰년 미상)는 조선 성종의 후궁이다. 본관은 남원이다.
원래 궁인의 신분이었으며, 성종 사망 때는 종4품 숙원이었다. 성종과의 사이에서 아들 계성군만을 두었으며, 묘소는 충청남도 천안시 목천읍 송전리 맬골 고개 인근에 아들 계성군의 묘와 함께 있다.

## 가족 관계
- 남편 : 제9대 성종(成宗, 1457~1494, 재위:1469~1494)
  - 아들 : 계성군 순(桂城君 恂, 1478~1504)

## 후대 관련 인물
- 이희호